# Brett Smitheram
Brett Smitheram (né le 8 mars 1979 à Camborne) est un joueur de Scrabble anglophone qui a remporté le championnat du monde, et a été Grand-maître de Scrabble pendant plus de 20 ans.
Smitheram a remporté le championnat britannique de Scrabble en 2000, le Masters ABSP en 2005 et le British Matchplay Scrabble Championship en 2003, 2004, 2005, 2006 et 2010. Il a été en tête du classement annuel des joueurs britanniques quatre fois et a figuré régulièrement dans le Top 5 mondial pendant une décennie. Il remporte en finale face à Mark Nyman le championnat du monde 2016, en 2018 il perd la demi-finale face à Nigel Richards.
En 1997 Smitheram remporte six manches du jeu télévisé Countdown, se qualifiant pour la 37e phase finale.